# Ено Рауд
Ено Рауд (на естонски: Eno Raud, 1928 — 1996) е естонски и съветски писател, автор на широко известната в България и другите страни от Източна Европа детска книга „Маншон, Полуобувка и Мъхеста брада“.

## Биография
Ено Рауд е роден на 15 февруари 1928 г. в град Тарту, Източна Естония. През 1952 г. завършва естонска филология в Тартуския университет.
След дипломирането си работи от 1952 до 1956 г. в Естонската национална библиотека. В периода 1956-1965 работи в Естонската народна асоциация на издателите.
След това се оттегля от тази дейност и започва активно да се занимава с писане на детски книги. Умира на 10 юли 1996 г.

## Творчество
Освен на прочутата „Маншон, Полуобувка и Мъхеста брада“, Ено Рауд е автор на още над 35 книги, романи, поезия, романизирани легенди и митове. Пише и сценарии за няколко анимационни филма.

## Награди
Печели първа награда на Всесъюзния конкурс за детска книга за своята „Огън в затъмнения град“ (1970). Неговата „История с летящи чинии“ е удостоена с литературната премия на Естония. През 1974 г. за книгата „Маншон, Полуобувка и Мъхеста брада“ името на Ено Рауд е включено в Международния почетен списък на Ханс Кристиан Андерсен.